# Takaishi
Takaishi (japanisch 高石市, -shi) ist eine Stadt in der Präfektur Osaka in Japan.

## Geographie
Takaishi liegt südlich von Osaka und Sakai.

## Geschichte
Takaishi wurde am 1. November 1966 gegründet.

## Persönlichkeiten
- Hayato Sueyoshi (* 1982), Shorttracker
- Maika Hamano (* 2004), Fußballspielerin

## Verkehr
- Zug:
  - JR Hanwa-Linie
  - Nankai-Hauptlinie

- Straße:
  - Nationalstraße 26

## Angrenzende Städte und Gemeinden

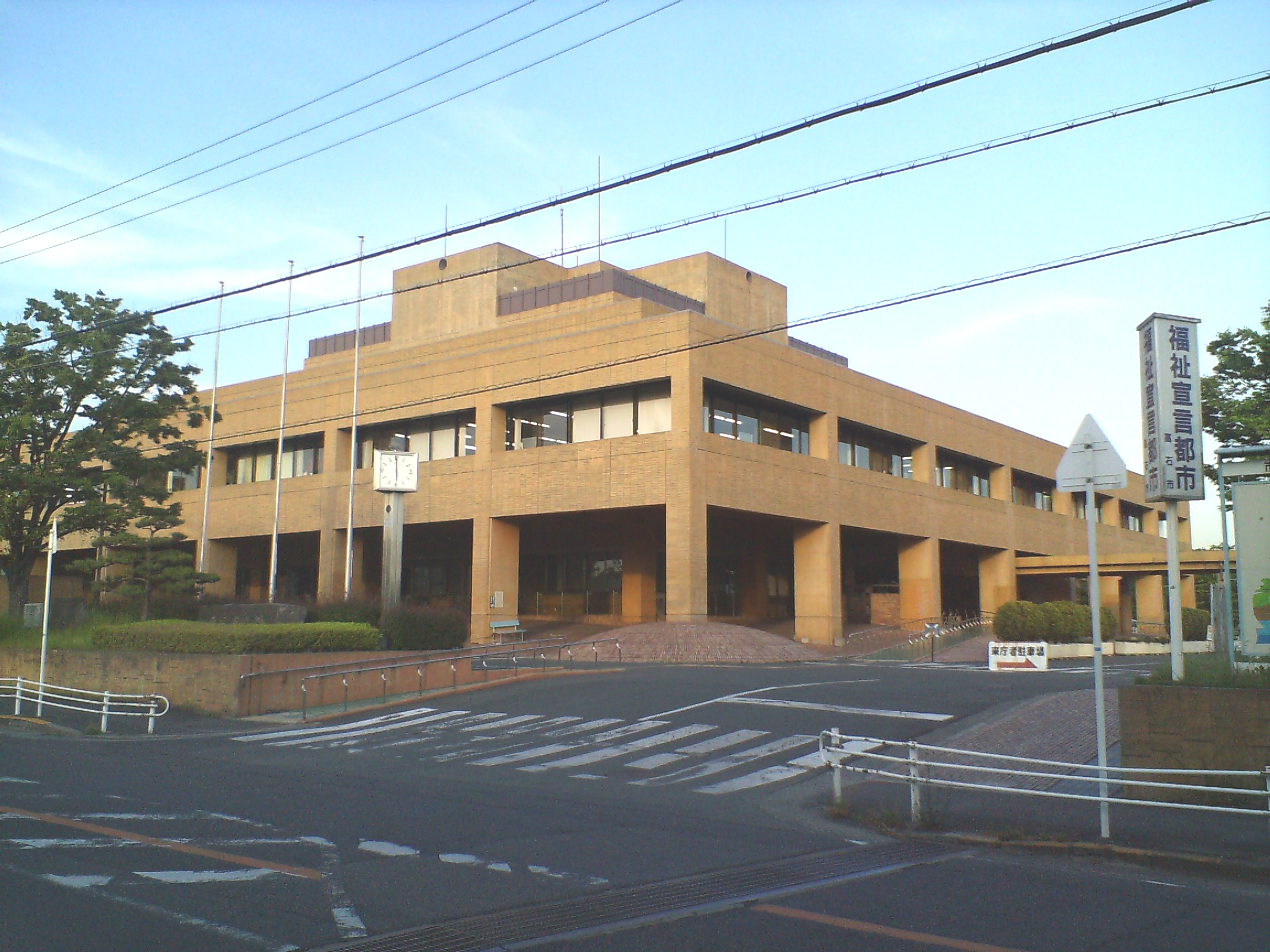
Rathaus von Takaishi

- Sakai
- Izumi
- Izumiotsu